# Reshma Saujani
Reshma Saujani (Illinois, 18 de novembre de 1975) és una política i advocada, fundadora de l'organització sense ànim de lucre Girls Who Code, dedicada a difondre la ciència informàtica entre les noies, amb la missió de reduir la bretxa de gènere en tecnologia i de canviar la imatge de que és i com treballa una programadora. Prèviament va ser Deputy Public Advocate a Nova York.